# Lago Tuz
O lago Tuz (em turco: Tuz Gölü; lit. "Lago Salgado") é o segundo maior lago da Turquia com sua área de superfície de 1 665 quilômetros quadrados (643 milhas quadradas) e um dos maiores lagos hipersalinos do mundo. Está localizado na região da Anatólia Central, nas províncias de Cônia, Ancara e Acsarai. Nos últimos anos, se tornou um ponto turístico. Em outubro de 2021, secou temporariamente por completo devido à má gestão da água e às mudanças climáticas.

## Geologia

### Formação
A subsidência na bacia inferior do Tuz ocorreu durante o Cretáceo Superior-Eoceno Médio Inferior e foi seguida por uma regressão que começou no Eoceno Superior e continuou até o final do Oligoceno. Durante o Cretáceo Superior-Eoceno Médio Inferior, a bacia formou uma depressão única e contínua em direção ao norte com a região de Caimana. A Bacia de Caimana, que se elevou após a deposição dos calcários numulíticos do Eoceno Médio, separou a bacia do Tuz com uma zona de falha ao longo da borda leste do soerguimento do monte Caraja. A conexão de Tuz com a bacia de Chanquere norte-nordeste ocorreu durante o período Plioceno e continuou durante todo o Eoceno Médio-Oligoceno, quando a bacia do lago se tornou um graben delimitado pelas zonas de falha noroeste e nordeste. Após a principal deformação no final do período Oligoceno ou Mioceno, bacias deposicionais locais foram formadas durante o período Neogeno, e vulcões de espessura variável e sedimentos terrestres, incluindo calcários lacustres, foram depositados nessas bacias. A Bacia de Tuz foi pouco afetada pelos recentes movimentos compressivos alpinos no Plioceno. Os movimentos de tensão que ocorreram no Neogeno e continuaram até o Plioceno causaram atividades vulcânicas que remontam aos tempos históricos.